# 황야의 이리 (영화)
《황야의 이리》(Steppenwolf)는 헤르만 헤세의 1927년 소설 《황야의 이리》를 원작으로 1974년에 상영된 영화이다. 이 영화는 개봉 시기에 첨단 기술이었던 시각 특수 효과를 강렬히 이용했다. 미국의 프레드 하이네스가 감독과 시나리오 작성을 모두 맡았다.